# HCT 15
HCT 15是一種人類Dukes' C結直腸腺癌細胞系，最初分離自一名男性結直腸腺癌患者。目前的研究用途，包括調查使HCT 15細胞增殖或凋亡的物質，以及研究甘油轉運系統等。

## 研究用途

### 增殖及凋亡
有研究指出視黃酸的異構體全反式視黃酸（ATRA）可以顯著抑制HCT-15細胞的增殖。實驗結果表明，ATRA雖然顯著抑制HCT-15細胞的生長並導致細胞凋亡，但是不能夠誘導HCT-15細胞的分化。 透過分析和鑑定經ATRA處理後的HCT-15細胞中，13種存在差異表達的蛋白質，可以進一步闡明視黃酸信號傳導途徑及其抗腫瘤作用機制。研究人員發現存在差異表達的蛋白中，有四個支架蛋白質（即YWHAE、SFN、YWHAB和YWHAZ）、兩個泛素修飾相關蛋白（即ISG15和UBE2N）、兩個翻譯起始因子（即EIF1AX和EIF3K）、兩個與細胞骨架相關的蛋白（即EZRI和CNN3）、兩種與蛋白質修飾相關的蛋白（即TXNDC17和PIMT），以及一種與磷脂代謝相關的酶（即PSP）。 
由於薑黃素在多種人類癌症中的多效作用，故而有研究人員研究薑黃素在HCT-15細胞中的治療效果。結果發現薑黃素以劑量和時間依賴性方式抑制HCT-15細胞的增殖，並且誘導其凋亡。同時又發現經薑黃素的處理後，會激活胱天蛋白酶-3，並且以時間依賴性方式降低p53和Prp4B的表達。
此外，有研究發現沒食子酸對HCT-15細胞的抑制作用，可以誘導活性氧類依賴性的細胞凋亡，並且明顯抑制菌落的形成。

### 甘油轉運系統
由於HCT-15細胞具有納依賴性的載體介導甘油轉運系統，而在小腸中也存在類似的轉運系統，有研究就為了弄清此類甘油轉運系統的功能特徵，檢查了丁酸酯（可以促進細胞分化）對HCT-15細胞中甘油攝取的影響。實驗發現在已用2 mM丁酸酯預處理24小時的HCT-15細胞中，0.4 mM甘油的攝取比未處理的甘油攝取高約5倍。處丁酸鹽處理的細胞吸收甘油的增加是由於最大轉運速率的增加。當在丁酸鹽預處理期間，將放線菌素D（一種基因轉錄的抑製劑）和放線菌酮（一種蛋白質合成的抑製劑）添加到培養基中時，丁酸鹽的作用幾乎被完全抑制。這些實驗結果暗示特定的載體蛋白與HCT-15細胞攝取甘油有關，並且該載體蛋白是可被丁酸酯誘導的細胞分化所誘導的蛋白之一。

## 外部連結
- Cellosaurus entry for HCT 15 （页面存档备份，存于）